# Meurtre de Lily Peters
 (août 2022).
Le 24 avril 2022, Iliana "Lily" Peters, une jeune fille américaine de 10 ans, a été tuée et violée à Chippewa Falls, Wisconsin. Le meurtre a attiré l'attention et la couverture médiatique en raison de l'âge de la victime et du suspect.
Le 26 avril 2022, le cousin de Lily, Carson Peters-Berger, 14 ans, a été arrêté pour meurtre et viol. Carson n'était à l'origine identifié publiquement que par ses initiales "CPB". Il est jugé comme un adulte en raison de l'accusation de meurtre.

## Meurtre
Selon la plainte pénale, Carson Peters-Berger, 14 ans, a demandé à sa cousine, Lily Peters, 10 ans, de se promener et d'explorer un sentier. Lily a pris son vélo et Carson a pris son hoverboard. Une fois qu'ils ont quitté la piste, il est allégué que Carson a donné un coup de poing à Lily dans l'estomac et l'a poussée au sol, puis l'a frappée à la tête trois fois avec un gros bâton et l'a étranglée jusqu'à ce qu'elle soit morte. Carson aurait ensuite violé le cadavre de Lily.
La plainte pénale alléguait que Carson avait alors pris peur et s'était enfui, rentrait chez lui où il prenait une douche et nettoyait ses vêtements, puis retournait sur les lieux et traînait le corps de Lily sur quelques pieds et couvrait son corps de feuilles,,,,,.

## Enquête
Lily Peters a été portée disparue par son père et son corps a été découvert le lendemain à 8h54. Deux jours après le meurtre de Lily, Carson Peters-Berger, le cousin de Lily âgé de 14 ans, a été arrêté et accusé du meurtre et du viol de Lily. Selon les autorités, Carson a avoué avoir tué Lily et que c'était son plan tout le temps de la tuer et de la violer. L'affaire est traitée comme une affaire d'adulte plutôt que comme une affaire juvénile en raison de l'accusation de meurtre de Carson. La caution de Carson a été fixée à 1 million de dollars. S'il est reconnu coupable, il encourt une peine de prison à vie,,.
Le père de Carson, Adam Berger, avait purgé 3 ans de prison pour possession de pornographie juvénile,.